# Эннера
Эннера — большой античный гребной военный корабль, известный с IV века до н. э. Размерами немного больше пентеры (квинквиремы). Как именно располагались гребцы на эннере, неизвестно. 
Что касается размеров, то судя по текстам античных источников, ударную основу военного флота составляли триеры (триремы), которые были наиболее массовыми (позже также массовыми были квадриремы). Пентеры появились позже, были большего размера и выполняли роль флагманов. Ещё большего размера были гексеры и эннеры.
Вооружение  могло составлять скорпионы и баллисты — до 12 метательных машин. Конструктивно и внешне эннеры напоминали римские гексеры и децимремы. На римской или греческой гексере было по два ряда вёсел, на каждом весле сидели по три гребца.
Выглядя как увеличенные копии обычных кораблей, они двигались и маневрировали медленно, но обладали прочной конструкцией. Как вытекает из этих характеристик, они не могли воспользоваться допущенной противником тактической ошибкой. Вместо этого они делали ставку на свои просторные палубы, где умещалось большое количество воинов и дальнобойных орудий. Обстрел и абордаж стали основными приёмами ведения боя для этих кораблей, как и в морских сражениях ранней античности.